# ケーバーニャ・キシュペシュト駅
座標: 北緯47度27分48秒 東経19度8分57秒 / 北緯47.46333度 東経19.14917度
ケーバーニャ・キシュペシュト駅（-えき）とは、ハンガリー共和国ブダペスト県ブダペスト市10区に位置するブダペスト地下鉄3号線の駅である。また、ケーバーニャ、キシュペシュトそれぞれの始めの文字を取ってケキ駅と呼ばれる事もある。

## 駅構造
- 島式ホーム1面2線を有す地下駅。

## 駅周辺
- フェレンツ・リスト国際空港
- ハンガリー国鉄ケーバーニャ・キシュペシュト駅

## 歴史
- 1980年3月29日 - 開業。

## 隣の駅
ブダペスト地下鉄
■3号線
ハタール通り駅 - ケーバーニャ・キシュペシュト駅